# 장미와 콩나물
《장미와 콩나물》은 1999년 3월 13일부터 1999년 9월 5일까지 방영된 문화방송 주말연속극이다.

## 기획 의도
장미처럼 아름답고 싱싱한 아가씨에서 결혼 후 집안일에 시달리며 콩나물 무침처럼 망가지는 우리네 주부들을 그린 드라마

## 등장 인물
- 김성겸(최경손):정대, 영대, 규대, 순대의 아버지
- 김혜자(이필녀):정대, 영대, 규대, 순대의 어머니
- 최진실(손미나): 경손, 필녀의 둘째며느리. 영대의 아내
- 손창민(최영대): 경손, 필녀의 차남. 미나의 남편
- 전광렬(최정대): 경손, 필녀의 장남. 애경의 남편
- 전혜진(애경): 경손, 필녀의 맏며느리
- 차승원(최규대): 경손, 필녀의 3남. 은수의 남편
- 김규리(은수):  경손, 필녀의 셋째며느리
- 한재석(최순대): 경손, 필녀의 막내아들
- 임경옥(상희): 경손, 필녀의 막내며느리. 순대의 아내
- 김형자(금자): 정대의 장모. 애경, 현경의 엄마
- 박은영(현경): 애경의 동생, 금자의 차녀
- 김용건(손대식): 영대의 장인. 미나의 아빠
- 김영란(강수옥): 영대의 장모. 미나의 엄마
- 송재호(조원장)
- 박원숙(명희)
- 허준호(호식)
- 김승수(재훈)
- 김은수, 김영옥, 사미자, 유서진, 구혜진, 김세아, 안해수, 김정은, 함신영, 허성수, 김일웅, 권인선, 추소영, 박규점, 김상엽, 송일국, 홍은희, 구민지, 박혜정, 손민우, 이승아, 김아영, 김은정, 황현준, 고주희, 이유리, 김주황, 이시은, 정수형, 정기성

## 결방(1999년)
- 5월 23일 : 6시 20분부터 《1999년 미스코리아 선발대회》 1~2부 편성으로 인해 결방(전날 오후 7시부터 21회, 22회분 연속 방영)
- 6월 5일 : 《벨기에 축구 국가대표팀 초청경기》 중계방송으로 인해 결방
- 6월 19일 : 코리아컵 국제축구대회 대한민국 : 크로아티아 중계방송으로 인해 결방(다음 날 오후 7시부터 28회, 29회분 연속 방영)

## 편성 변경
- 1999년 8월 1일 : 6시 50분부터 1999년 K리그 올스타전 중계방송으로 인해 9시에 방영

## 수상
- 1999년 MBC 연기대상 대상 김혜자 · 남자 최우수상 손창민

## 참고 사항
- <결혼과 인생>, <여자에게 결혼이란> 등 8백여 개의 제목이 인터넷 공모에 올라왔으며, 최종 결승에는 <눈빛>, <그녀의 향기> 등 10개의 제목이 진출하여 <둘째 며느리>라는 제목으로 확정되는 듯 하였다.[1] <장미와 콩나물>이란 제목은 결승에 빠졌으나 패자부활전에서 추가되어 제목으로 선정되었다.[2]
- 처음 캐스팅 기획안은 임채원(애경), 최진실(미나), 김규리(은수), 이영애(상희)였다. 그러나, 이영애가 개인사정으로 출연을 고사하자 임채원이 상희 역을 맡게 되었고 임채원 자리는 김지호가 채우기로 결정되었다. 하지만, 김지호 역시 출연을 고사하는 바람에 전혜진이 애경 역을 맡았다.
- 최진실은 해당 작품으로 연기자 최초로 200만 원대의 출연료를 받았다.[3]
- 1998년 9월 미국 유학을 마치고 돌아온[4] 임경옥이 해당 작품으로 안방극장 복귀를 했다. 미국 유학 탓인지 MBC 《그대 그리고 나》, KBS 2TV 《아씨》 등에서 섭외가 왔으나 스스로 포기했으며, 임경옥은 해당 작품 이후 SBS 금요드라마 《마이 러브》를 제외하면 KBS 위주로 활동했다가 2009년 아침연속극 《멈출 수 없어》로[5] MBC 복귀를 했다.
- 1999년 3월 28일 방영분에서 호스트바의 낯뜨거운 장면들을 그대로 내보낸 등의 이유로 비판을 받았으며 이 때문에 방송위원회로부터 주의(1회 방영분), 경고(5회 방송분) 조치를 받았다.
- 최종회 시청률이자 최고 시청률 44.1%를 기록하며[6] 인기를 끌었으나, 정성주 작가의 남편 병 수발로 인해 연장방영 없이 종영하였다.[7]
- 2019년 개국한 MBC ON에서 재방송되었다.